# Rosshyttan
Rosshyttan är en ort i Västerfärnebo distrikt (Västerfärnebo socken) i Sala kommun i Västmanlands län (Västmanland), belägen en mil sydost om Avesta. År 2005 klassade SCB Rosshyttan som en småort men när statistiken för befolkning redovisades 2010 var orten inte längre klassad som småort, men blev det återigen från 2015.

## Historia
Rosshyttan är en gammal hyttplats. Här anlades 1886 en järnvägsstation som är riven. Järnvägen finns fortfarande kvar och går mellan Sala och Krylbo/Avesta. Här fanns i slutet av 1800-talet ett sågverk och en tjärfabrik.
Det fanns en ICA-affär och en annan affär i byn fram till 1990-talet. Även ett bageri och ett slakteri har funnits på orten.